# دافيدي دياز
دافيدي دياز (بالبرتغالية: Davide Alexandre Pinto Dias‏) (12 أبريل 1983 في البرتغال - ) هو لاعب كرة قدم برتغالي في مركز جناح ‏. شارك مع منتخب البرتغال تحت 20 سنة لكرة القدم ومنتخب البرتغال تحت 21 سنة لكرة القدم. أما مع النوادي، فقد لعب مع أبولون ليماسول وإستريلا دا أمادورا وسبورتينغ براغا ونادي براشوف ونادي فاسلوي ونافال ونادي سانتا كلارا.

## وصلات خارجية
- دافيدي دياز على موقع قاعدة بيانات كرة القدم.إي يو (الإنجليزية)
- دافيدي دياز على موقع Soccerway.com (الإنجليزية)